# Хора-Сирма (Янышское сельское поселение)
Хора́-Сирма́ (чув. Хураçырма) — деревня в Чебоксарском районе Чувашской Республики. Входит в состав Янышского сельского поселения.

## География
Находится в северной части Чувашии на расстоянии приблизительно 19 км на запад-юго-запад по прямой от районного центра поселка Кугеси на правом берегу реки Покшаушка.

## История
Известна с 1795 года как выселок деревни Мамышева (ныне Большие Мамыши) с 20 дворами. В 1858 году было учтено 115 жителей, в 1906 — 30 дворов, 180 жителей, в 1926 — 41 двор, 214 жителей, в 1939—240 жителей, в 1979—161. В 2002 году было 46 дворов, в 2010 — 36 домохозяйств. В период коллективизации был образован колхоз «Покшауш», в 2010 году работало ЗАО «Прогресс».

## Население
Постоянное население составляло 97 человек (чуваши 98 %) в 2002 году, 114 в 2010.